# Caterina Bini
Pour les articles homonymes, voir Bini.
Caterina Bini, née à Pistoia le 11 septembre 1975, est une femme politique italienne. Elle est Secrétaire d'État italienne aux rapports avec le Parlement depuis le 7 avril 2021.

## Biographie
Caterina Bini est diplômée en sciences politiques à l'Université de Florence. Elle possède également une spécialisation en méthodologie et un master en organisation industrielle des services publics.
Elle a travaillé dans un cabinet de conseil, et par la suite, elle est nommée directrice technique du département des sociétés d'investissement et de la nouvelle économie de la municipalité de Florence.

## Parcours politique
Elle commence à s'engager politiquement en 1995, en adhérant au Parti populaire italien.
En 2002, elle est élue conseillère de district de la municipalité de Pistoia.
En 2003, est présidente locale du parti de La Marguerite de la ville de Pistoia. La même année, elle est élue à la coordinatrice provinciale du parti en Toscane. Elle est réélue une nouvelle fois dans cette fonction en 2007, lors du dernier congrès du parti avant la naissance du Parti démocrate. Elle était alors la seule femme à occuper la fonction de coordinatrice provinciale pour le parti de La Marguerite, et la seule femme.

### Conseillère régional et députée
Elle est candidate sur proposition du président de la région, Claudio Martini lors des élections régionales de 2005 en Toscane avec le parti La Marguerite, et elle est élue au conseil régional.
En 2007, elle rejoint le Parti démocrate et devient secrétaire adjointe régionale en Toscane d'octobre 2007 à octobre 2009.
Elle est élue pour un second mandat en tant que conseillère régionale lors des élections régionales de 2010 en Toscane, elle rejoint le groupe du Parti démocrate.
En 2012, elle soutient la motion Italie. Bien commun de Pier Luigi Bersani.
Elle est ensuite membre de l'assemblée et de la direction régionale du PD de Toscane et de l'assemblée et de la direction provinciale du PD de Pistoia. Elle est candidates aux élections générales italiennes de 2013, elle est élue députée de la XVIIe législature de la République italienne en Toscane pour le Parti démocrate. Elle devient secrétaire du groupe PD à la Chambre des députés.

### Sénatrice et secrétaire d'État
Lors des élections générales italiennes de 2018, elle est candidate pour  circonscription uninominale de Prato au Sénat. Elle échoue et est vaincue par le candidat de Frères d'Italie.
Cependant, elle est élue grâce à sa candidature sur la  circonscription plurinominale Toscana-02.
Le 31 mars 2021, elle est nommée par Mario Draghi en tant que secrétaire d'État aux relations avec le Parlement, succédant à Simona Malpezzi, ayant démissionné à la suite de son élection en tant président du groupe du Parti démocrate au Sénat. Le 7 avril, elle prête serment devant Mario Draghi.